# Walter Bryce Gallie
Walter Bryce Gallie (* 5. Oktober 1912 in Lenzie; † 31. August 1998 in Cardigan) war ein schottischer Philosoph.

## Biographie
Walter Bryce Gallie wurde am 5. Oktober 1912 in Schottland als Sohn eines Ingenieurs geboren. Er studierte im Balliol College Philosophy, Politics and Economics und schloss das Studium als Bester ab. 1935 begann er seine akademische Karriere als Lecturer der Swansea University, wo er seine spätere Ehefrau, die walisische Schriftstellerin und Übersetzerin Menna Gallie, traf. Er heiratete sie 1940 und hatte mit ihr einen Sohn und eine Tochter. Von 1940 bis 1945 diente er als Soldat im Zweiten Weltkrieg und wurde mit dem Croix de guerre ausgezeichnet. 1950 wechselte er von Swansea zur Keele University, wo er als Professor Philosophie lehrte, 1954 wechselte er zur Queen’s University Belfast und 1967 zur University of Cambridge, wo er Politikwissenschaft lehrte. Dort wurde er Fellow am Peterhouse College.

## Werke
Sein berühmtestes und heute noch bedeutsames Werk ist Essentially Contested Concepts von 1956, das die Basis für sein Buch Philosophy and the Historical Understanding (1964) darstellte. „Essentially Contested Concepts“ sind Begriffe wie „Demokratie“ oder „Kunst“, die sich von einer allgemeinen Ursprungsbedeutung weiterentwickelt haben und deshalb nicht auf eine Definition reduziert werden können. Er führte aus, dass es bei diesen Begriffen dennoch sinnvoll ist, ein allgemeingültiges Verständnis herauszuarbeiten, weil der fortschreitende Wettstreit um die Interpretation und Deutungshoheit zu einer Bewahrung oder optimalen Weiterentwicklung der ursprünglichen Errungenschaft führt. Gallie, der sich als demokratischer Sozialist verstand, sah Bildung als treibende Kraft des sozialen Wandels an, was er in seinen Büchern An English School (1949) und A New University: A. D. Lindsay and the Keele Experiment (1960) darlegte. In seinen späteren Werken Philosophers of Peace and War: Kant, Clausewitz, Marx, Engels and Tolstoy (1976) und Understanding War: An Essay on the Nuclear Age (1991) analysierte er den Krieg auf philosophische Weise.